# Tetraopes tetrophthalmus
Longicorne de l'asclépiade
Espèce
Tetraopes tetrophthalmus, communément appelé le Longicorne de l'asclépiade (en anglais : Red-milkweed beetle), est une espèce de coléoptères de la famille des Cerambycidae, qui se rencontre dans le Nord-Est de l'Amérique du Nord. C'est un insecte vivement coloré et finement pubescent, qui vit dans les champs, souvent sur une feuille de d'asclépiade ou d'une plante environnante. Il peut atteindre de 8 à 15 mm de long.

## Description

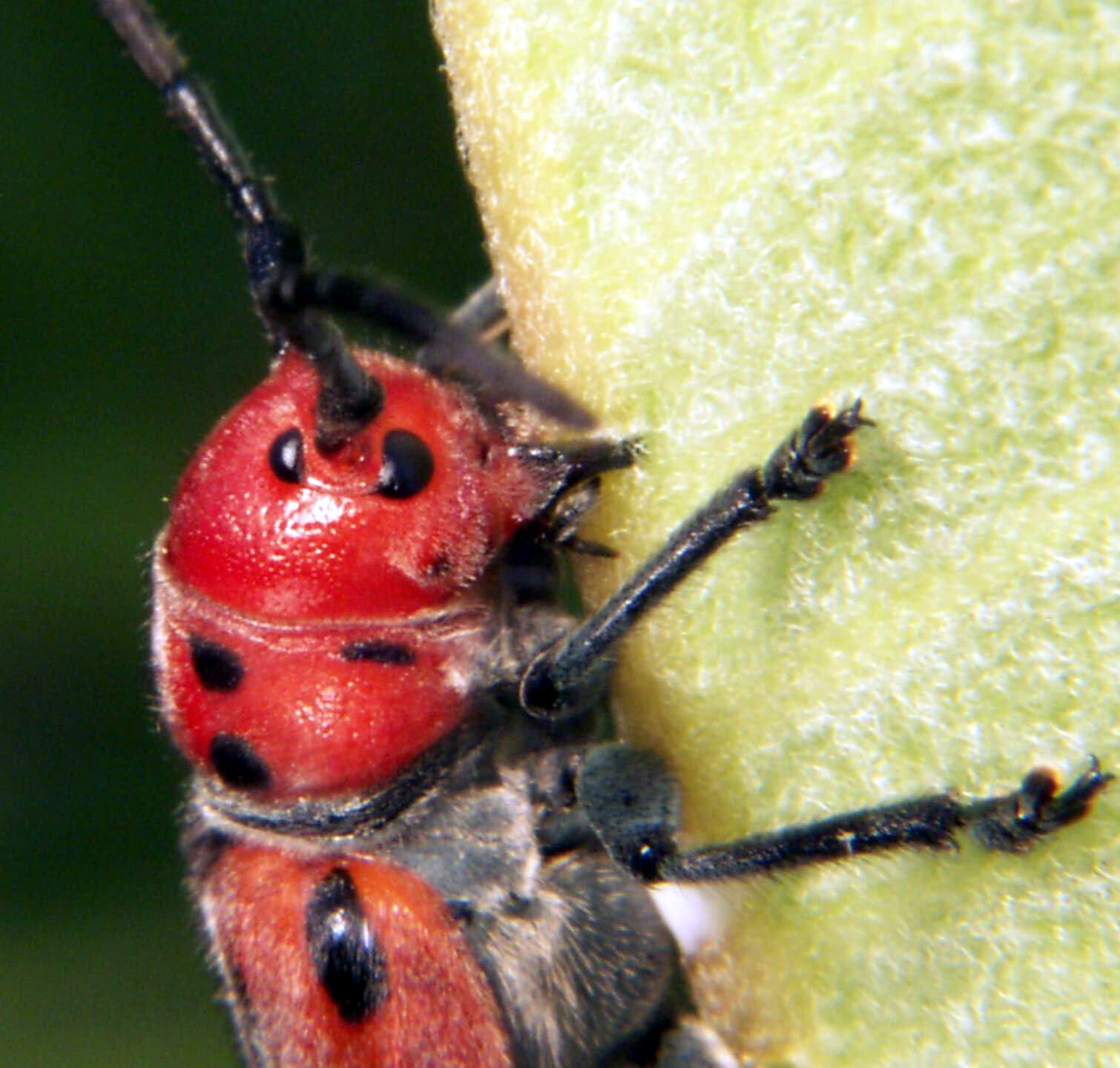
Tête de T. tetrophthalmus (litt. « à quatre yeux ») montrant les deux yeux de droite (noirs) séparés par la base de l'antenne.

Ses antennes comptent dix articles et peuvent atteindre les deux tiers de la longueur du corps. Étonnamment, la base de l'antenne sépare l'œil en deux, ce qui explique les quatre yeux dont il est pourvu, un caractère peu courant chez les insectes.
La tête est large et conique, les pièces buccales proéminentes. Le pronotum est conique, bombé et maculé de 6 points noirs. Les élytres sont parallèles et convergent vers la pointe pour former un apex conique. Chaque élytre est orné de trois points noirs et d'une bande noire. Le corps est rouge vif, la face ventrale et les pattes noires. Une fine pilosité recouvre le pronotum et les élytres.

## Répartition et habitat
En Amérique du Nord, depuis le Wisconsin et l'Ouest de l'Ontario à la Géorgie jusqu'au Nouveau-Brunswick.
Il se rencontre là où pousse Asclepias, notamment dans les champs fleuris, les prés, le long des routes et des sentiers.

## Biologie
L'adulte se rencontre de mai à septembre.
La larve se nourrit d'espèces du genre Asclepias, surtout l'Asclépiade commune (Asclepias syriaca, en anglais Common milkweed), et parfois du genre Apocynum, en ingérant les toxines que contiennent ces plantes.
L'adulte peut striduler, un son quelque peu similaire à un bâtonnet de bois que l'on frotte sur un peigne. Sa stridulation serait due à deux pièces situées sur son thorax.

## Étymologie
Son nom spécifique, dérive du grec ancien τετρα-, tetra-, « quatre » et ὀφθαλμικός, ophthalmikós, « yeux » et fait référence à sa particularité anatomique.

## Galerie

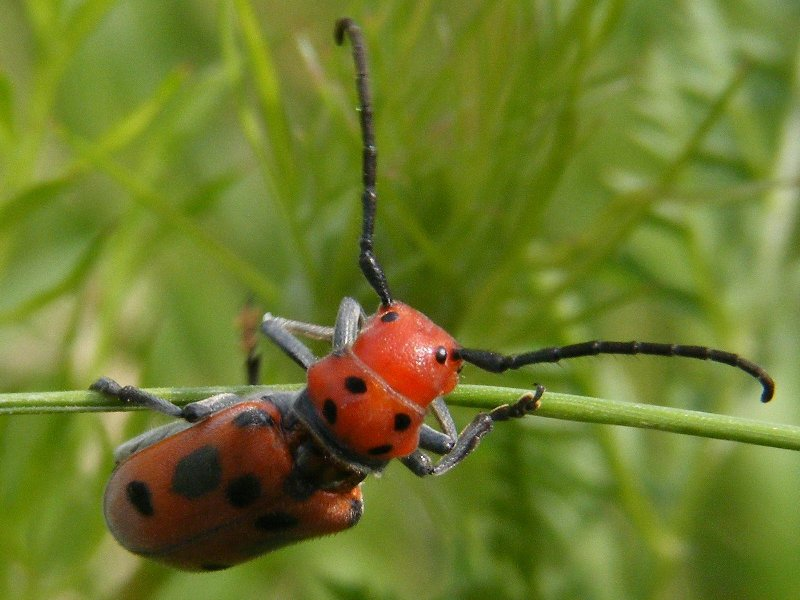
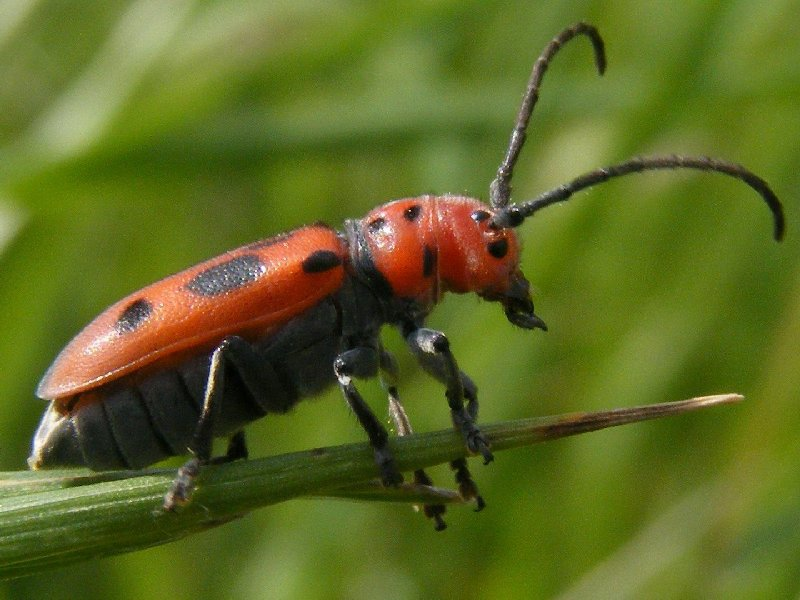
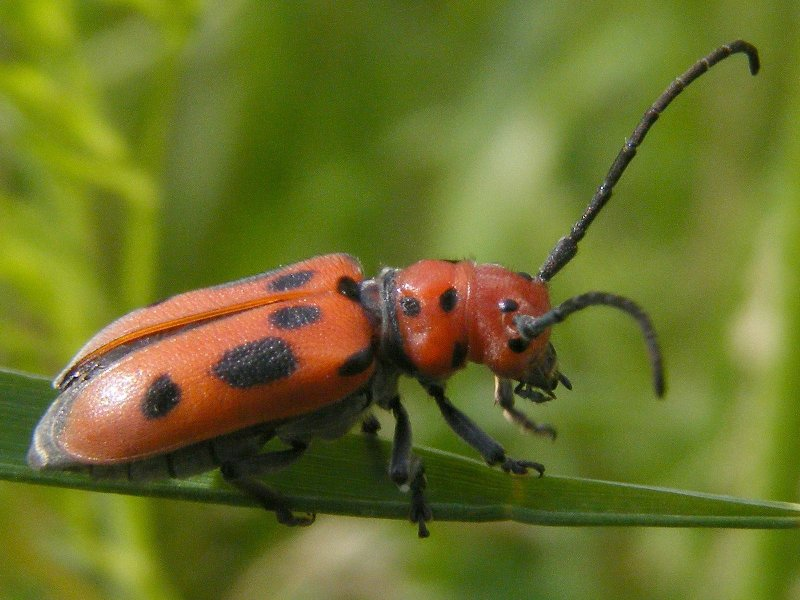
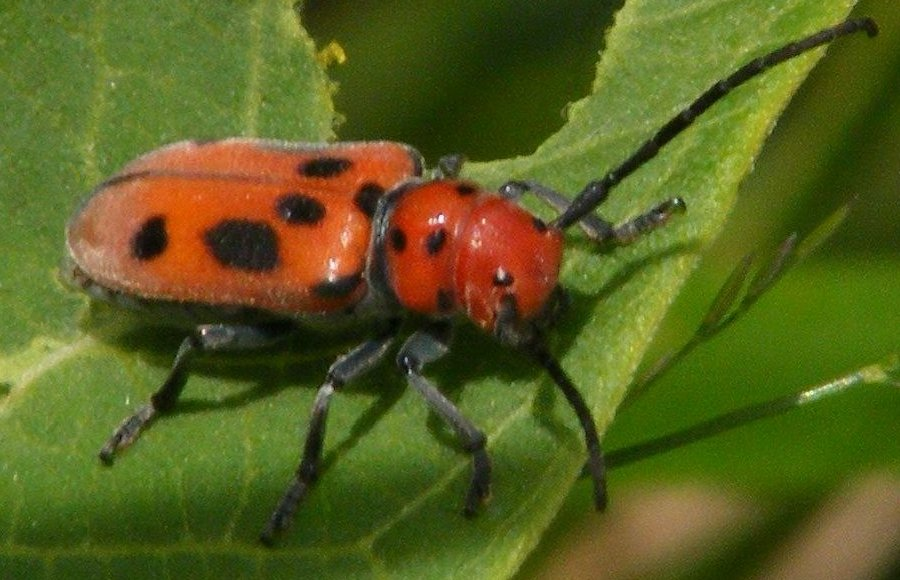
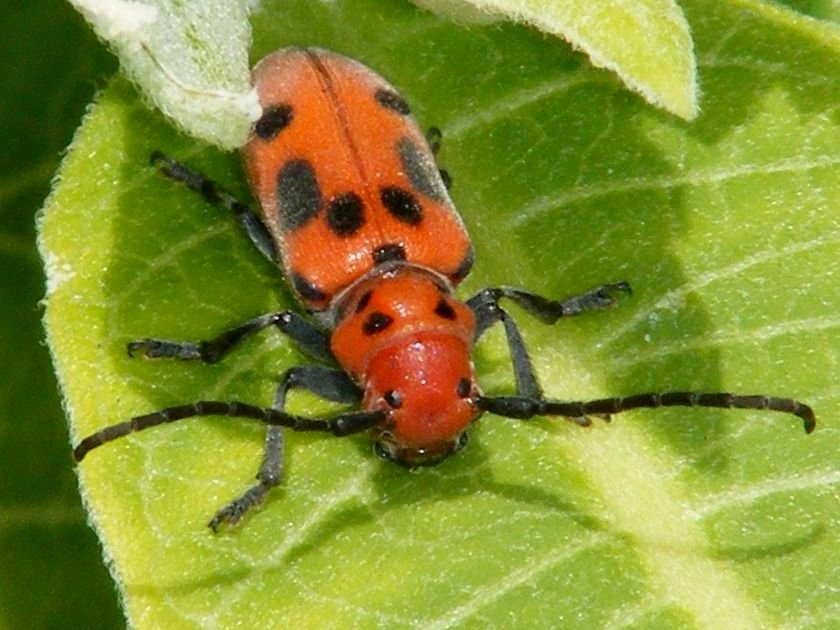